# 义乌站
义乌站，位于中国浙江省义乌市后宅街道，现为中国铁路上海局集团金华车务段辖下的铁路车站之一，属一等站。目前办理客运业务；办理行李、包裹托运。车站于1932年启用，2006年外迁至现址。义乌站2016年全年到发客流1058万人次，其中单日最大到发客流4.9万人次。除了义乌本地的客流外，义乌火车站还吸引周围浦江、东阳以及嵊州、新昌等周边地区的客流。

## 历史

### 初建及扩建
义乌站最初于1929年随杭江铁路而设立，1931年12月4日开始铺轨并于当月投入使用:315，1934年1月1日正式开通。车站位于距离义乌城区大约2公里的稠城镇小三里塘村，设有5条股道、一座15平方米的售票房和一座15平方米的货物仓库。车站在1941年5月15日遭到日军轰炸，股道剩下三条:299。1942年日军占领义乌后将车站改名义乌驿。1945年8月日本投降时将车站股道拆除，1947年修复完成通车。
1958年7月22日车站扩建，新增三座货运仓库，货运量逐渐增长，并新建旅客候车室一座。1960年拆建既有站房650平方米。1964年增建旅客候车时342平方米、2号站台和一条货物装卸线。1973年新建售票室，同时又于1975年建设1站台雨棚。1985年，车站在1、2站台间设立天桥，1986年1月完工。1988年，义乌站再次改造，新建面积342平方米的候车室一座、172平方米的售票室、24平方米的行李仓库并改建站台设施，此外同时新建设了站前广场。车站站台改建工程于1990年9月25日完工，1991年1月25日通过验收；新站房则于1992年2月通过验收，1993年投入使用:310,311。
1970年代末，义乌商人开始通过车站到全中国各地进行小商品交易，1982年在清湖门附近设立的集贸市场成为义乌小商品城的雏形。车站又于1986年5月新建货场以适应不断增长的货物量，货场占地19.77公顷，10月15日开工，1989年4月15日竣工启用。由于货场竣工后不久便不敷应用，车站于1994年12月开始了义乌站货场续（扩）建工程，新建3股货物线和2股专用线。工程于1996年4月30日全部竣工投用:310,311。
截止2002年，义乌站站房面积5608平方米，设有6条到发线、1条机待线、9条货物线及1条牵出线，并设有通往义乌机场油库和地方油库的专用线2条。当年车站的运输收入占当时整个杭州铁路分局的1/10，被铁道部授予一等站:308。

### 外迁
由于改革开放使得义乌城区面积不断扩大，最终于1997年突破了浙赣铁路向北，严重制约了城市的发展；同时，也限制了义乌站的作业能力。
2001年铁道部决定对浙赣铁路电气化改造，并定下提速至140公里/小时的目标，义乌市当地政府遂提出将义乌站东移至稠城镇十里牌村和湖塘村之间。2003年铁道部对浙赣铁路电气化改造工程标准提高至200公里/小时的消息传出后，义乌市委、市政府多次召开会议，市领导的认为如此大规模的提速对既有设施影响较大，并一致同意了义乌的铁路外迁计划：穿城的老铁路全部拆除，火车站迁到城郊。同年11月，在浙赣电气化改造的施工已经开始后，义乌才开始着手铁路外迁的计划。在浙江省政府和省发改委的全力支持下，义乌于2004年2月9日拿到了铁道部的批文:301。
义乌新客站（又称后宅火车站）于2006年6月16日正式通车，同时车站的货运业务转移到新建成的义乌西站:302。浙赣线义乌段从义乌北郊的经济开发区经过，与杭金衢高速公路基本平行。新客站站房建筑面积14900多平方米，候车室分上下两层，设有军人、母婴候车室，软席候车室、贵宾室、CRH动车组候车专区等区域，可容纳3000人同时进站候车；站场规模3台7线。同年9月，车站实现电气化。
2007年4月18日中国铁路第六次大提速，义乌站停靠既有线动车组列车，并还开行上海南——义乌D685/686次列车。此后，义乌站停靠的既有线动车随日后调图不断增加直至杭长高铁开通。

### 杭长客专场扩建和综合交通枢纽
2010年7月杭长客运专线义乌段开工，计划在既有义乌站北侧设3台7线的高速场，于2014年12月10日通车。原杭长高铁还计划在既有义乌站场北侧新建北站房，站场上空建设高架候车室，但后改为利用既有南站房候车，新建20米宽的进站天桥。
随着新客站的客流的不断增长，建成不到8年的义乌站已经呈现饱和——新客站站房在设计时当地乃至全中国铁路路网尚未有任何确定的高速铁路规划——出现了交通拥挤、停车不方便、现有站房小、配套设施不足、黑车多等问题。针对此情况，义乌市政府开始酝酿新一轮的改造。2014年5月13日义乌市交通综合客运枢纽建设指挥部发布了《铁路义乌站综合交通枢纽工程建筑概念方案征求意见公告》，规划改造后的义乌站总建筑面积16万平方米，其中在原站房前建设交通枢纽大楼，包括公共换乘大厅3万平方米，商业开发5万平方米，各类配套城市交通场站8万平方米，配建社会车泊位2400余个。
2014年5月，铁路义乌站综合交通枢纽工程建筑概念方案对外公布，就综合枢纽外立面方案向市民征求意见。2014年8月29日，铁路义乌站综合交通枢纽工程开工建设，计划将在现有站房南侧新建义乌客站综合交通枢纽。因工程建设需拆除站区既有的部分功能设施，为保证旅客出行方便、顺畅，枢纽建设前需建设过渡设施。过渡设施工程位于铁路义乌站西侧，局部位于广场东侧，总用地11.42公顷。
2015年7月起，车站对候车室位置作了相应调整，设置了4个候车室，高铁普速、上下行方向分离：其中1号、4号候车室分别位于站房内的一楼和二楼，供往南（下行）和往北（上行）高铁乘客使用；2号、3号候车室系位于站房东侧的板房内，分别供往北（上行）和往南（下行）方向的普速列车旅客使用；售票处位于站房一层西侧进站通道外。另外，车站与施工单位协调，于2016年1月启用了进站天桥、临时候车室和2、3号站台，方便旅客候车和进入站台。
2017年2月28日-2019年1月5日金华站普速场改造期间，义乌站临时承担原金华站的两对始发普速列车K1182/1183、K1184/1181次和K1511/1510、K1512/1509次列车。
义乌站综合交通枢纽工程于2021年7月26日部分投入使用，先期启用私家车送客进出站通道和地下停车场功能。全部工程于2022年7月5日完全启用，产权赠予铁路，同时2006年建成的站房关闭拆除。

### 杭温高速场扩建及高架候车室
义乌站为杭温高速铁路工程杭州-义乌段和义乌-温州段的分界点，车站计划在既有高速场北侧新建4台10线的杭温场，同时建设沪昆高铁往杭温高铁温州方向的联络线；并建设覆盖普速场、高速场和杭温场的高架候车室。甬金铁路计划接入义乌站普速场。杭温高铁及甬金铁路相关工程于2019年10月开工。北侧站场和站房区块原先为丘陵，施工方开挖山体石料后出售，总售价达6亿元人民币。义乌站高架候车室工程于2021年4月27日开工。工程计划在综合交通枢纽启用后拆除既有站房并建设高架候车室。
2022年1月30日，国铁集团批复义乌站高架站房设计方案，高架站房于8月19日开工。为配合义乌站高架站房建设需要，义乌站自2022年11月20日起停办普速旅客列车客运业务。改造期间，义乌站综合交通枢纽内的二层候车厅为作为高铁往南旅客候车区域，三层为高铁往北方向旅客候车区域，候车区域和各站台间使用地下通道，通过护栏分流进出站客流。沪昆客专列车开车前15分钟开始检票，开车前8分钟停止检票。2023年9月8日，为迎接杭州亚运会，义乌站南站前广场在当地义乌交旅集团安排下，经过8天的紧急施工后启用。
2024年8月16日，义乌站站台涉及杭温高铁开通启用部分设备设施等已全部完成施工并通过静态验收。同年9月6日，义乌站杭温高铁站台正式开通运营，义乌站杭温场先期启用二台六线运营。杭温场列车在义乌站综合交通枢纽内候车，开车前18分钟开始检票，开车前11分钟停止检票。
2025年1月5日，义乌站恢复沪昆铁路普速客运业务，同时暂停现有杭长高铁的运营并加开杭温高速铁路列车。原有二层候车厅调整为高铁旅客候车区，三层候车厅调整为普铁旅客候车区。受此影响，当地开行商贸城客运中心往返杭州东站直达大巴，并增加金义东市域轨道交通及BRT3号线班次；此外，车站于2月26起加开至杭州东站和杭州站方向的动力集中型动车组列车3对。

## 车站结构

### 站房
铁路义乌站综合交通枢纽位于2006年启用的义乌站站房以南，宽342米、进深104米、高33米，总建筑面积3.6万平米，结合进出站集散、换乘大厅、交通场站、铁路售票、商业开发、综合管理办公、人防工程等功能，于2021年7月部分投入使用，2022年7月完全启用。综合枢纽以“义乌之门”为设计意向，两侧实、中间虚，以表达欢迎天下来客的立意；通过金属幕墙与玻璃幕墙相结合，同时辅以中式装饰元素，体现传统与现代的结合。综合交通枢纽地上五层，地下两层；其中公共换乘大厅3万平方米，可容纳2500名旅客候车；商业开发5万平方米，各类配套城市交通场站8万平方米：配建社会车泊位2400余个，结合县域长途巴士、城市轨道交通、公交车、出租车、社会车辆等不同交通，以解决车站周边的交通问题。
出站口位于站房地下一层，通过出站地道和站场连接。当地公安在出站口设有外籍居民和中国少数民族居民专用通道，这些乘客出站时需要进行身份信息登记。
- 东售票处
- 一层1号候车室
- 二层高架4号候车室
- 12米宽地下通道

### 站线布置
义乌站有沪昆铁路和沪昆高速铁路经过，分设普速场和高速场。其中普速场五台九线，设有一座侧式站台和四座岛式站台，站台编号为1-6，长500米。其中6号站台和高速场7号站台同属一个岛式站台；高速场三台七线，设有三座岛式站台，站台编号7-11，其中7号站台和普速场6号站台同属一个岛式站台。各站台间设有一座宽20米的天桥（已拆除）和一座宽12米的地道一座。
本站普速场上行侧设有鹤田线路所，经施工后于2022年11月24日开通。甬金铁路上行正线从鹤田线路所出岔，下行线接入义乌站普速场东咽喉。
杭温高速铁路在既有站场北侧设有4台10线的杭温场以外，2024年9月6日通车后先期启用2台4线。除此之外，杭温铁路相关工程还将改造既有杭长客专场和普速场：在杭长客专场北侧增设中间站台1座及2条到发线，并将杭长场南侧的9道和普速场8道改建为杭温到发线，使得其外包杭长客专场，并在杭长客专场下行咽喉修建杭温上、下行联络线，于下行咽喉侧方塘村线路所汇入杭温正线。杭温场北侧预留二台六线。
| 北↑  |      |                                                                           |  |
| 27道 | 21   | （方塘村线路所）杭温高速场 金义三四线 往鹤田线路所方向（鹤田线路所）      |  |
|      | 岛式 |                                                                           |  |
| 26道 | 20   | （方塘村线路所）杭温高速场 金义三四线 往鹤田线路所方向（鹤田线路所）      |  |
| 25道 | 19   | 杭温高速场 到发线                                                         |  |
|      | 岛式 |                                                                           |  |
| 24道 | 18   | 杭温高速场 到发线                                                         |  |
| Ⅷ道  | 无   | （方塘村线路所）杭温高速场 杭温高速铁路 上行正线 往杭州西站方向（浦江站） |  |
| Ⅶ道  | 无   | （方塘村线路所）杭温高速场 杭温高速铁路 下行正线 往温州北站方向（浦江站） |  |
| 21道 | 17   | 杭温高速场 到发线                                                         |  |
|      | 岛式 |                                                                           |  |
| 20道 | 16   | 杭温高速场 到发线                                                         |  |
| 19道 | 15   | （方塘村线路所）杭温高速场 金义三四线 往塘雅方向（鹤田线路所）            |  |
|      | 岛式 |                                                                           |  |
| 18道 | 14   | （方塘村线路所）杭温高速场 金义三四线 往塘雅方向（鹤田线路所）            |  |
| 17道 | 13   | 新建 杭温-杭长高铁上行到发线                                              |  |
|      | 岛式 |                                                                           |  |
| 16道 | 12   | 新建 杭温-杭长高铁上行到发线                                              |  |
| 15道 | 11   | 杭长客专场 到发线                                                         |  |
|      | 岛式 |                                                                           |  |
| 14道 | 10   | 杭长客专场 到发线                                                         |  |
| Ⅷ道  | 无   | （塘雅线路所）杭长客专场 沪昆高速铁路 上行正线 往上海虹桥站方向（诸暨站） |  |
| Ⅶ道  | 无   | （塘雅线路所）杭长客专场 沪昆高速铁路 下行正线 往昆明南站方向（诸暨站）   |  |
| 11道 | 9    | 杭长客专场 到发线                                                         |  |
|      | 岛式 |                                                                           |  |
| 10道 | 8    | 杭长客专场 到发线                                                         |  |
| 9道  | 7    | 杭长客专场 → 杭长-杭温高铁下行到发线                                      |  |
|      | 岛式 |                                                                           |  |
| 8道  | 6    | 普速场 → 杭长-杭温高铁下行到发线                                          |  |
| 7道  | 5    | 普速场 到发线                                                             |  |
|      | 岛式 |                                                                           |  |
| 6道  | 4    | 普速场 到发线                                                             |  |
| Ⅴ道  | 无   | （义乌西站）普速场 沪昆铁路 上行正线 往上海站方向（鹤田线路所）           |  |
| Ⅳ道  | 无   | （义乌西站）普速场 沪昆铁路 下行正线 往昆明站方向（鹤田线路所）           |  |
| 3道  | 3    | 普速场 到发线                                                             |  |
|      | 岛式 |                                                                           |  |
| 2道  | 2    | 普速场 到发线                                                             |  |
| 1道  | 1    | 普速场 到发线                                                             |  |
|      | 侧式 |                                                                           |  |
| 南↓  |      |                                                                           |  |

## 接驳交通
义乌站目前的换乘枢纽位于现有站房西侧，包括公交、出租和长途汽车等。位于站房南侧的义乌客站综合交通枢纽于2021年7月投入使用，先期启用私家车送客进出站通道和地下停车场功能。
未来金华轨道交通义东线将在综合交通枢纽北侧、原国铁站房间设站。轨道交通施工期间除既有804路和B支809路线路联络凌云站外，还开行接驳公交W572路，间隔时间10—30分钟。

### 公交
义乌站的公交场站位于现有站房西侧，公交系统名称为“火车站”。
| 线路           | 开往                 | 线路          | 开往               |
| -------------- | -------------------- | ------------- | ------------------ |
| 806路          | 义乌国际生产资料市场 | B支803（白）  | 龙回枢纽           |
| 802路          | 江南下朱             | 803路         | 南方联             |
| 808（通宵）路  | 国际商贸城客运中心   | 818通宵班车路 | 龙回枢纽           |
| 370路          | 金山                 | B支801路      | 国际商贸城客运中心 |
| B支803（白）路 | 龙回枢纽             | 803通宵路     | 龙回枢纽           |
| 804路          | 山口                 | 805路         | 孔村               |
| B支807路       | 塔下州（银河湾）     | B支809路      | 九联               |
| B支816路       | 龙回枢纽             | 819路         | 阳光新村           |

### 出租
义乌站设有两个出租车点：站前的下客点和站房西侧的上客点。由于当地出租车拒载现象严重，当地监管部门建议到站乘客可根据出行需要选择出租车等候区：近距离乘客可选择上客点等候，而远距离乘客则需到上客点排队等候。

### 长途汽车
义乌火车站汽车站位于站前，设有开往嵊州、新昌、东阳、磐安、永康、横店等地的长途汽车线路。